# Sulfadiazyna
Sulfadiazyna (łac. sulfadiazinum) – wielofunkcyjny organiczny związek chemiczny, sulfonamid o działaniu bakteriostatycznym.

## Mechanizm działania
Mechanizm działania sulfadiazyny polega na zaburzeniu syntezy kwasów nukleinowych bakterii poprzez hamowanie przemiany kwasu p-aminobenzoesowego w kwas foliowy.

## Zastosowanie
- sulfadiazyna jest sulfonamidem o działaniu bakteriostatycznym o aktywności w stosunku do bakterii Gram-dodatnich w szczególności paciorkowców grupy A, niektórych szczepów Streptococcus pneumoniae, Bacillus anthracis, Nocardia (szczególnie Nocardia asteroides), a w mniejszym stopniu gronkowców i Clostridium perfringens oraz Gram-ujemnych z których często wrażliwe są Haemophilus influenzae i Haemophilus ducreyi, wrażliwość jest zmienna wśród enterobakterii, niekiedy wrażliwe są Escherichia coli, Klebsiella, Proteus, Salmonella, Serratia oraz Vibrio cholerae, istnieją doniesienia również o wrażliwości pośród Actinomyces, Brucella, Legionella, Yersinia pestis, Chlamydie i Burkholderia pseudomallei[5],
- sulfadiazyna w połączeniu z trimetoprymem lub tetroksoprymem ma podobne działanie jak kotrimoksazol, może być również łączona z sulfamerazyną[4].

Sulfadiazyna znajduje się na wzorcowej liście podstawowych leków Światowej Organizacji Zdrowia (WHO Model Lists of Essential Medicines) (2015).
Sulfadiazyna nie jest dopuszczona do obrotu w Polsce (2018).

## Działania niepożądane
Działania niepożądane sulfadiazyny są częstsze u wolnych acetylatorów. Głównymi działania ubocznymi sulfonamidów są ból głowy, nudności, biegunka, wysypka oraz hiperkaliemia.